# Dadong

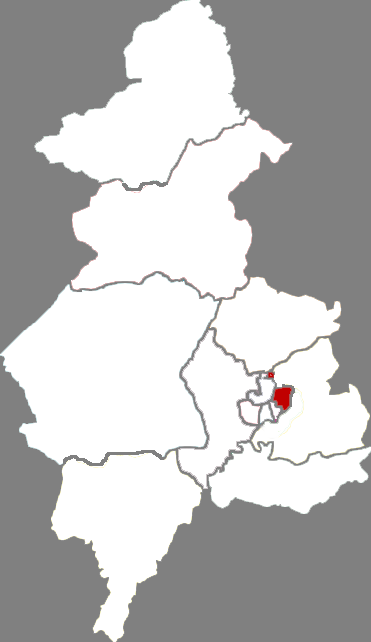

Dadong (chinesisch 大东区, Pinyin Dàdōng Qū) ist ein Stadtbezirk der Unterprovinzstadt Shenyang im Norden der chinesischen Provinz Liaoning. Er hat eine Fläche von 99,88 km² und zählt 754.952 Einwohner (Stand: Zensus 2020).

## Administrative Gliederung
Auf Gemeindeebene setzt sich Dadong aus 14 Straßenvierteln zusammen. Diese sind:
| Straßenviertel Jinqiao (津桥街道), Regierungssitz des Stadtbezirks; Straßenviertel Beihai (北海街道); Straßenviertel Chang’an (长安街道); Straßenviertel Dabei (大北街道); Straßenviertel Dongta (东塔街道); Straßenviertel Dongzhan (东站街道); Straßenviertel Ertaizi (二台子街道); | Straßenviertel Qianjin (前进街道); Straßenviertel Shangyuan (上园街道); Straßenviertel Taochang (洮昌街道); Straßenviertel Wanquan (万泉街道); Straßenviertel Wenguan (文官街道); Straßenviertel Xiaodong (小东街道); Straßenviertel Xindong (新东街道). |